# Jan Schaitter
Jan Stanisław Antoni Erazm Schaitter (ur. 6 maja 1898 w Tarnowie, zm. wiosną 1940 w Charkowie) – major dyplomowany kawalerii Wojska Polskiego, ofiara zbrodni katyńskiej.

## Życiorys
Syn Jana Jerzego (1863–1939) i Ludmiły z Karpińskich (1872–1962) urodzony 6 maja 1898 w Tarnowie. Uczył się w c. k. Gimnazjum III w Krakowie.
W czasie I wojny światowej (od 20 sierpnia 1914 do 1 stycznia 1915) służył w Departamencie Wojskowym Naczelnego Komitetu Narodowego w Krakowie, a później w Polskiej Organizacji Wojskowej. Później został wcielony do cesarskiej i królewskiej armii. 14 października 1916 w macierzystym gimnazjum zdał egzamin dojrzałości „w terminie przyśpieszonym”, przewidzianym dla uczniów, którzy przed ukończeniem klasy VIII zostali powołani do służby wojskowej.
W 1918 został przyjęty do Wojska Polskiego. W latach 1918–1921 walczył w szeregach 2 pułku szwoleżerów rokitniańskich. Był ranny. 28 lutego 1921 został zatwierdzony z dniem 1 kwietnia 1920 w stopniu porucznika, w kawalerii, w grupie oficerów byłej armii austro-węgierskiej.
Po wojnie, w stopniu porucznika, pełnił służbę Centralnej Szkole Kawalerii w Grudziądzu i 26 pułku ułanów w Baranowiczach. 3 maja 1922 został zweryfikowany w stopniu porucznika ze starszeństwem od 1 czerwca 1919 i 181. lokatą w korpusie oficerów jazdy (od 1924 – kawalerii). W grudniu 1924 został przydzielony do Dowództwa Okręgu Korpusu Nr IX w Brześciu na stanowisko referenta w Oddziale Ogólnym. 20 lipca 1925 został przydzielony do macierzystego 26 pułku ułanów z jednoczesnym przeniesieniem służbowym na okres trzech miesięcy do 82 pułku piechoty w Brześciu celem praktycznego zapoznania się z organizacją, uzbrojeniem i regulaminami piechoty. 3 listopada 1925 został powołany do Wyższej Szkoły Wojennej w Warszawie, w charakterze słuchacza VI Kursu Normalnego. 28 października 1927, po ukończeniu kursu i otrzymaniu dyplomu naukowego oficera Sztabu Generalnego, został przydzielony do Oddziału I Sztabu Generalnego w Warszawie. 24 lipca 1928 otrzymał przeniesienie służbowe do Biura Inspekcji Generalnego Inspektoratu Sił Zbrojnych w Warszawie. Od 1 stycznia 1932 był słuchaczem sześciomiesięcznego III Oficerskiego Kursu Unitarnego Broni Pancernych w Centrum Wyszkolenia Broni Pancernych w Modlinie. 9 grudnia 1932 został przeniesiony z GISZ do 3 pułku pancernego w Modlinie. W styczniu 1934 otrzymał przydział do 9 pułku strzelców konnych w Białymstoku. 4 lutego 1934 awansował na majora ze starszeństwem z dniem 1 stycznia 1934 i 3. lokatą w korpusie oficerów kawalerii. Od czerwca 1934 do września 1939 był szefem sztabu 3 Samodzielnej Brygady Kawalerii i Wileńskiej Brygady Kawalerii w Wilnie. W międzyczasie był I zastępcą dowódcy 13 pułku ułanów w Nowej Wilejce.
19 września 1936 dowódca 3 Samodzielnej Brygady Kawalerii, generał brygady Marian Przewłocki, uznając go za „oficera wybitnego” zwrócił się do Generalnego Inspektora Sił Zbrojnych z prośbą o nadanie mu Odznaki Pamiątkowej GISZ. Prośba dowódcy 3 Samodzielnej Brygady Kawalerii zyskała „gorące poparcie” ówczesnego dowódcy Okręgu Korpusu Nr III w Grodnie, generała brygady Franciszka Kleeberga. 8 kwietnia 1937 prezydent RP Ignacy Mościcki „w drodze łaski darował mu skutki karno-sądowego skazania prawomocnym wyrokiem Wojskowego Sądu Okręgowego Nr III w Wilnie z dnia 9 lipca 1935 L.Ko.257/35 zarządziwszy zatarcie tego skazania”. Wykonanie kary aresztu jednego tygodnia i kary grzywny w wysokości 20 zł zostało zawieszone na okres dwóch lat, a na podstawie ustawy z dnia 2 stycznia 1936 o amnestii została mu darowana w całości. 30 kwietnia 1937 zwrócił się do Generalnego Inspektora Sił Zbrojnych z prośbą o nadanie mu Odznaki Pamiątkowej GISZ. Prośbę poparł pozytywną opinią, której 2 maja 1937 udzielił mu ówczesny dowódca 7 Dywizji Piechoty w Częstochowie, generał brygady Janusz Gąsiorowski, który do grudnia 1931 był jego przełożonym w GISZ. Swoje poparcie generał Gąsiorowski uzasadniał między innymi tym, że „w czasie choroby Pana Marszałka Piłsudskiego pełnił dyżury nocne przy Panu Marszałku, do której to służby oficerowie byli specjalnie dobierani”. 10 maja 1937 prośba wpłynęła do Biura Inspekcji GISZ i została przekazana Komisji Odznaki Pamiątkowej GISZ. Przewodniczący Komisji Odznaki Pamiątkowej GISZ, generał broni Kazimierz Sosnkowski zawiadomił go, że decyzją z 13 maja 1937 Generalny Inspektor Sił Zbrojnych marszałek Polski Edward Śmigły-Rydz odmówił mu prawa do Odznaki Pamiątkowej GISZ. Zawiadomienie przewodniczącego Komisji zostało wysłane z GISZ dopiero 11 października 1937.
Jako szef sztabu Wileńskiej Brygady Kawalerii walczył w kampanii wrześniowej 1939. Po agresji ZSRR na Polskę w nieznanych okolicznościach dostał się do niewoli sowieckiej i przebywał w obozie w Starobielsku. Wiosną 1940 został zamordowany przez funkcjonariuszy NKWD w Charkowie i pogrzebany w bezimiennej, zbiorowej mogile w Piatichatkach, gdzie od 17 czerwca 2000 mieści się oficjalnie Cmentarz Ofiar Totalitaryzmu w Charkowie. Figuruje na tzw. liście Gajdideja (poz. 3838).
5 października 2007 minister obrony narodowej Aleksander Szczygło mianował go pośmiertnie na stopień podpułkownika. Awans został ogłoszony 9 listopada 2007 w Warszawie, w trakcie uroczystości „Katyń Pamiętamy – Uczcijmy Pamięć Bohaterów”.
Był żonaty z Janiną Wandą z Borodzic-Lipińskich (1899–1990), artystką plastykiem, malarką, z którą miał syna Jana Pawła (1927–2016), porucznika Armii Krajowej, drużynowego Szarych Szeregów, harcmistrza. Janina Wanda Schaitter była siostrą Stefana Wacława Lipińskiego (1897–1943), kapitana artylerii Wojska Polskiego, odznaczonego Krzyżem Walecznych i Medalem Niepodległości, ofiary KL Majdanek.
Żona i syn zostali pochowani na cmentarzu Powązkowskim w Warszawie (kwatera 316, rząd 3, miejsce 1 i 2). Jest to także grób symboliczny majora Schaittera i jego szwagra – kapitana Lipińskiego.

## Ordery i odznaczenia
- Złoty Krzyż Zasługi – 1938 „za zasługi w służbie wojskowej”[37][38]
- Srebrny Krzyż Zasługi – 10 listopada 1928[39][40]
- Medal Pamiątkowy za Wojnę 1918–1921
- Medal Dziesięciolecia Odzyskanej Niepodległości

9 grudnia 1935 i 9 maja 1938 Komitet Krzyża i Medalu Niepodległości odrzucił wniosek o nadanie mu tego odznaczenia „z powodu braku pracy niepodległościowej”.